# Лимоейро ди Анадия
Лимоейро ди Анадия е град – община в централната част на бразилския щат Алагоас. Намира се в статистико-икономическия мезорегион Агрести Алагоану. Населението на общината е 26 992 души, а територията ѝ е 315,668 кв. км. Съседни на Лимоейро ди Анадия са общините Койте ду Ноя, Такарана, Танки д'Арка, Жункейру, Анадиа, Арапирака и Кампу Алегри.